# Karvan İdman Klubu
Il Karvan İdman Klubu è stata una società calcistica azera. Giocava le proprie gare interne nella città di Evlach.
La società era stata fondata nel 2004 e immediatamente venne ammessa alla massima serie, dove già alla prima stagione ottenne un importante 3º posto, a cui fece seguito un 2º posto l'anno successivo (completato dalla partecipazione alla finale di coppa nazionale.
La squadra ha disputato due edizioni di coppa europea, la Coppa Intertoto 2005 e la Coppa UEFA 2006-2007, dove supera il primo turno preliminare contro gli slovacchi dello Spartak Trnava.

## Karvan İdman Klubu nelle coppe europee
| Stagione | Torneo          | Turno          | Nazione               | Club              | Andata | Ritorno | Totale |
| -------- | --------------- | -------------- | --------------------- | ----------------- | ------ | ------- | ------ |
| 2005     | Coppa Intertoto | 1º turno       | Polonia (bandiera)    | Lech Poznań       | 1-2    | 0-2     | 1-4    |
| 2006-07  | Coppa UEFA      | 1° preliminare | Slovacchia (bandiera) | FC Spartak Trnava | 1-0    | 1-0     | 2-0    |
|          |                 | 2° preliminare | Rep. Ceca (bandiera)  | SK Slavia Praha   | 0-2    | 0-0     | 0-2    |

## Palmarès

### Altri piazzamenti
- Campionato azero:

Secondo posto: 2005-2006
Terzo posto: 2004-2005
- Coppa d'Azerbaigian:

Finalista: 2005-2006